# Alex Schalk
Alex Schalk (ur. 7 sierpnia 1992 w Bredzie) – holenderski piłkarz, występujący na pozycji napastnika w japońskim klubie Urawa Red Diamonds. W przeszłości występował w młodzieżowych reprezentacjach Holandii.

## Statystyki

### Klubowe
Na podstawie:
| Klub               | Sezonów | Liga                 | Liga  | Liga   | Puchar krajowy | Puchar krajowy | Kontynentalne | Kontynentalne | Suma  | Suma   |
| Klub               | Sezonów | Liga                 | Mecze | Bramki | Mecze          | Bramki         | Mecze         | Bramki        | Mecze | Bramki |
| ------------------ | ------- | -------------------- | ----- | ------ | -------------- | -------------- | ------------- | ------------- | ----- | ------ |
| NAC Breda          | 4       | Eredivisie           | 58    | 10     | 5              | 2              | –             | –             | 63    | 12     |
| Go Ahead Eagles    | 1       | Eredivisie           | 22    | 4      | 1              | 0              | 2             | 0             | 27    | 4      |
| Go Ahead Eagles    | 1       | Eerste divisie       | 2     | 0      | 1              | 0              | 2             | 0             | 27    | 4      |
| Ross County F.C.   | 3       | Scottish Premiership | 88    | 22     | 19             | 9              | –             | –             | 107   | 31     |
| Servette FC        | 4       | Swiss Super League   | 100   | 29     | 8              | 3              | 2             | 0             | 110   | 32     |
| Urawa Red Diamonds | 2       | J1 League            | 19    | 3      | 5              | 2              | 6             | 3             | 30    | 8      |
|                    | Łącznie | Łącznie              | 289   | 68     | 38             | 16             | 10            | 3             | 337   | 87     |

## Sukcesy
Na podstawie:

### Klubowe
Z Urawa Red Diamonds:
- Zwycięzca Azjatyckiej Ligi Mistrzów 2021/22

Z Ross County:
- Puchar Szkocji 2015/16